# Växjö Queens
Växjö Queens BBK är en basketbollklubb Växjö i Sverige som utövar dambasket. A-laget spelade säsongen 2005–2006 i Damligan, men åkte ur serien. I dag spelar laget i basketettan för damer. Hemmamatcherna spelas i Teleborgshallen i Växjö. Utöver A-lagsverksamheten bedriver föreningen ungdomsverksamhet med fem flicklag och ett utvecklingslag, Växjö Ladies.
Föreningen har också sedan 2005 ett basketgymnasium för flickor. Verksamheten är kopplad till ProCivitas privata gymnasium. Basketgymnasiet är certifierat sedan 2007 av Svenska basketförbundet.